# Siberische Staatsuniversiteit voor Lucht- en Ruimtevaart

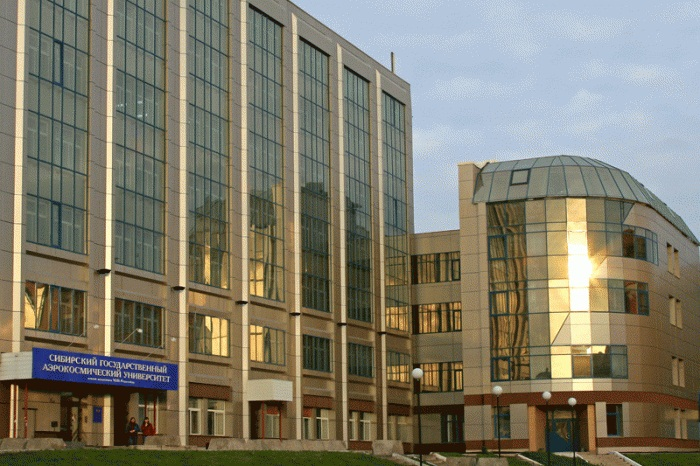
Gebouwen van de universiteit

De Siberische Staatsuniversiteit voor Lucht- en Ruimtevaart (Russisch: Сибирский государственный аэрокосмический университет имени академика М. Ф. Решетнёва, СибГАУ; Sibirski gosoedarstvennyj aerokosmitsjeski universitet imeni M. F. Resjetnjova, Engels: Siberian State Aerospace University, SibSAU) is een universiteit in Krasnojarsk (Rusland). De universiteit werd in 1960 opgericht.